# Ernesto Casimiro di Nassau-Dietz
Ernesto Casimiro di Nassau-Dietz (Dillenburg, 22 dicembre 1573 – Roermond, 2 giugno 1632), fu conte di Nassau-Dietz e Stadtholder di Frisia, Groninga e Drenthe.

## Biografia

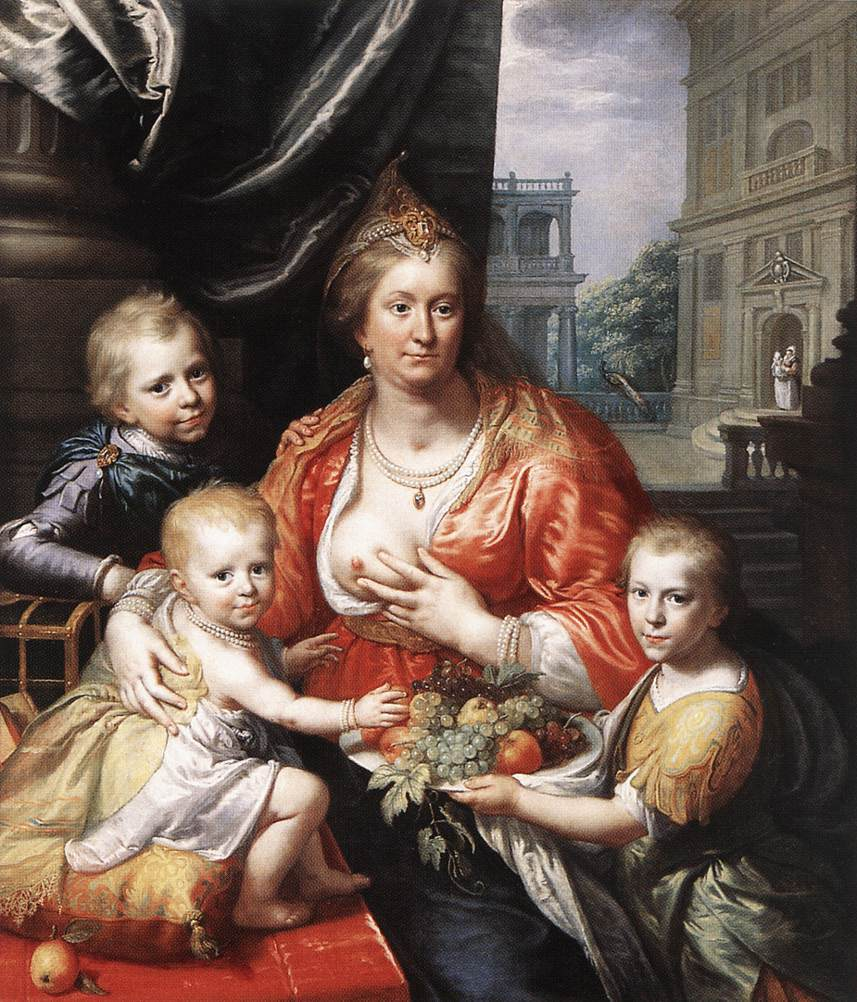
Sofia Edvige ed alcuni dei suoi figli, dipinto di Paulus Moreelse.

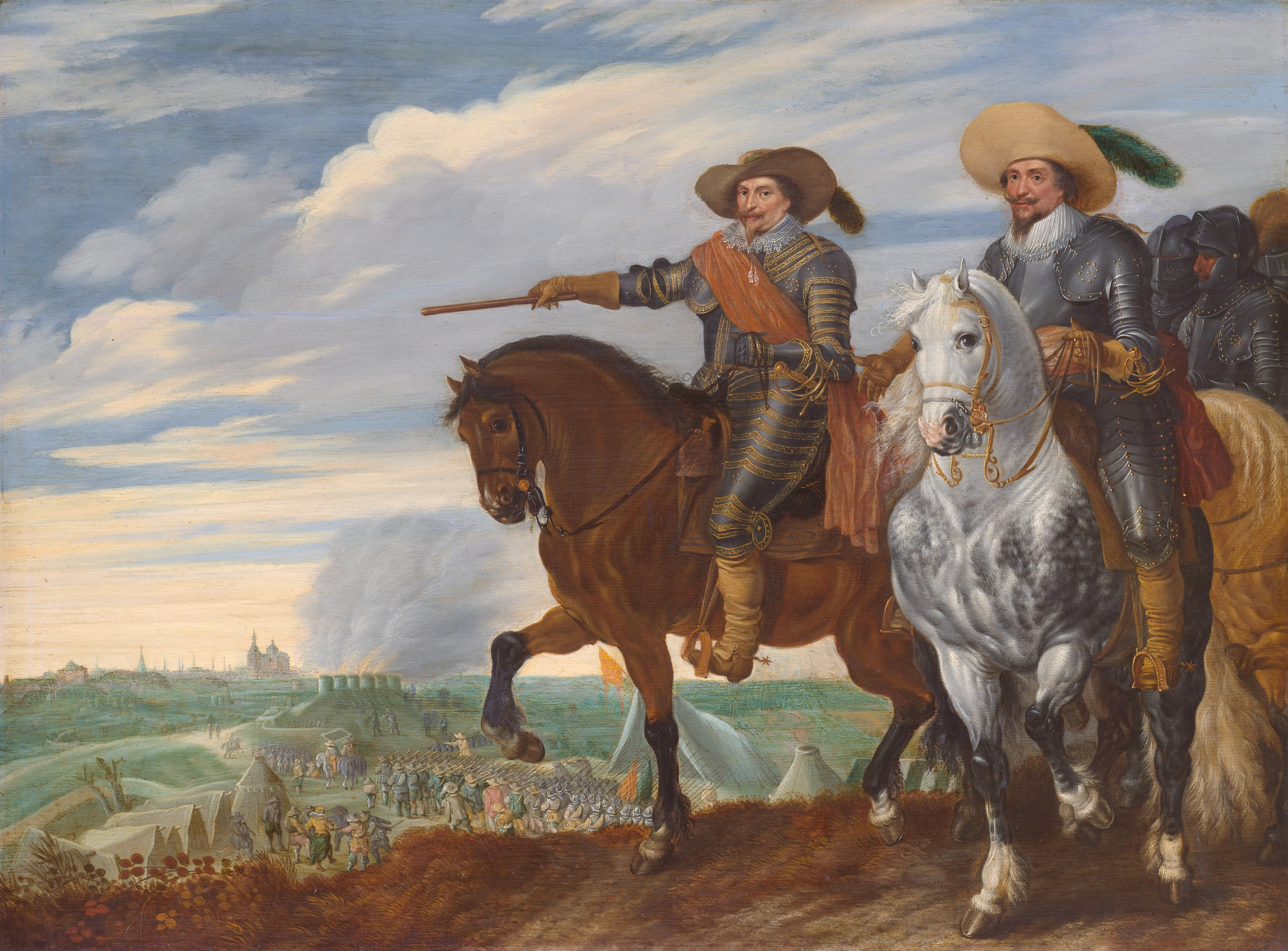
Il principe Federico Enrico ed il conte Ernesto Casimiro durante l'Assedio di 's-Hertogenbosch

Ernesto Casimiro di Nassau-Dietz era l'undicesimo figlio di Giovanni VI di Nassau-Dillenburg e di Elisabetta di Leuchtenberg.
Dopo la morte del padre, la contea di Nassau venne suddivisa fra i suoi cinque figli maschi sopravvissutigli ed Ernesto Casimiro divenne conte di Nassau-Dietz.
Ernesto Casimiro venne conosciuto quindi come comandante militare durante la Guerra degli ottant'anni.
Egli prestò servizio sotto il cugino Maurizio di Nassau, principe di Orange, negli assedi delle città di Steenwijk e Oldenzaal, e sotto il comando di Federico Enrico d'Orange durante l'Assedio di Groenlo (1627) e nell'Assedio di 's-Hertogenbosch. Come Stadholder di Groninga egli fondò la fortezza di Nieuweschans nel 1628. Egli detenne il titolo di Statholder anche in Frisia ove fu molto popolare e la popolazione locale garantì la detenzione di questo titolo anche ai suoi eredi dopo la sua morte.

## Morte
Ernesto Casimiro venne ucciso da una palla di fucile alla testa durante l'Assedio di Roermond mentre stava ispezionando le trincee, nel giugno del 1632. Il cappello da lui indossato durante la battaglia, con ben visibile il foro di proiettile che lo uccise, è ancora oggi conservato al Rijksmuseum. Suo figlio, Enrico Casimiro I di Nassau-Dietz gli succedette al governo della contea e come statholder di Frisia, Groninga e Drenthe.

## Famiglia
Nel 1607 Ernesto Casimiro sposò Sofia Edvige di Brunswick-Lüneburg, figlia di Enrico Giulio di Brunswick-Lüneburg. Da questo matrimonio nacquero i seguenti eredi:
- una figlia nata morta (1608)
- un figlio nato morto (1609)
- un figlio di cui non si sa il nome (1610-1610)
- Enrico Casimiro I di Nassau-Dietz (Arnhem, 1612-1640)
- Guglielmo Federico di Nassau-Dietz (Arnhem, 1613-1664), sposò Albertina Agnese d'Orange.
- Elisabetta (Leeuwarden, 25 luglio 1614 - Leeuwarden, 18 settembre 1614)
- Giovanni Ernesto (Arnhem, 29 marzo 1617 - maggio 1617)
- Maurizio (Groninga, 21 febbraio 1619 - Groninga, 18 settembre 1628)
- Elisabetta Frisa (Leeuwarden, 25 novembre 1620 - Groninga, 20 settembre 1628)

## Ascendenza
|                                  |   |                                    | Genitori                   |  |  | Nonni |  |  | Bisnonni                         |  |  | Trisnonni |  |
|                                  |   |                                    |                            |  |  |       |  |  | Guglielmo V di Nassau-Dillenburg |  |  | …         |  |
|                                  |   |                                    |                            |  |  |       |  |  | Guglielmo V di Nassau-Dillenburg |  |  | …         |  |
|                                  |   | …                                  |                            |  |  |       |  |  | Guglielmo V di Nassau-Dillenburg |  |  |           |  |
| Guglielmo I di Nassau-Dillenburg |   |                                    |                            |  |  |       |  |  | Guglielmo V di Nassau-Dillenburg |  |  |           |  |
|                                  |   | Elisabetta d'Assia-Marburg         | Enrico III d'Assia-Marburg |  |  |       |  |  |                                  |  |  |           |  |
|                                  |   | Elisabetta d'Assia-Marburg         | Enrico III d'Assia-Marburg |  |  |       |  |  |                                  |  |  |           |  |
|                                  |   | Elisabetta d'Assia-Marburg         | Anna di Katzenelnbogen     |  |  |       |  |  |                                  |  |  |           |  |
| Giovanni VI di Nassau-Dillenburg |   | Elisabetta d'Assia-Marburg         |                            |  |  |       |  |  |                                  |  |  |           |  |
|                                  |   | Botho VIII di Stolberg-Wernigerode | …                          |  |  |       |  |  |                                  |  |  |           |  |
|                                  |   | Botho VIII di Stolberg-Wernigerode | …                          |  |  |       |  |  |                                  |  |  |           |  |
|                                  |   | Botho VIII di Stolberg-Wernigerode | …                          |  |  |       |  |  |                                  |  |  |           |  |
| Giuliana di Stolberg-Wernigerode |   | Botho VIII di Stolberg-Wernigerode |                            |  |  |       |  |  |                                  |  |  |           |  |
|                                  |   | Anna di Epppstein-Königstein       | …                          |  |  |       |  |  |                                  |  |  |           |  |
|                                  |   | Anna di Epppstein-Königstein       | …                          |  |  |       |  |  |                                  |  |  |           |  |
|                                  |   | Anna di Epppstein-Königstein       | …                          |  |  |       |  |  |                                  |  |  |           |  |
| Ernesto Casimiro di Nassau-Dietz |   | Anna di Epppstein-Königstein       |                            |  |  |       |  |  |                                  |  |  |           |  |
|                                  | … | …                                  |                            |  |  |       |  |  |                                  |  |  |           |  |
|                                  | … | …                                  |                            |  |  |       |  |  |                                  |  |  |           |  |
|                                  | … | …                                  |                            |  |  |       |  |  |                                  |  |  |           |  |
| …                                | … |                                    |                            |  |  |       |  |  |                                  |  |  |           |  |
|                                  |   | …                                  | …                          |  |  |       |  |  |                                  |  |  |           |  |
|                                  |   | …                                  | …                          |  |  |       |  |  |                                  |  |  |           |  |
|                                  |   | …                                  | …                          |  |  |       |  |  |                                  |  |  |           |  |
| Elisabetta di Leuchtenberg       |   | …                                  |                            |  |  |       |  |  |                                  |  |  |           |  |
|                                  |   | …                                  | …                          |  |  |       |  |  |                                  |  |  |           |  |
|                                  |   | …                                  | …                          |  |  |       |  |  |                                  |  |  |           |  |
|                                  |   | …                                  | …                          |  |  |       |  |  |                                  |  |  |           |  |
| …                                |   | …                                  |                            |  |  |       |  |  |                                  |  |  |           |  |
|                                  |   | …                                  | …                          |  |  |       |  |  |                                  |  |  |           |  |
|                                  |   | …                                  | …                          |  |  |       |  |  |                                  |  |  |           |  |
|                                  |   | …                                  | …                          |  |  |       |  |  |                                  |  |  |           |  |
|                                  |   | …                                  |                            |  |  |       |  |  |                                  |  |  |           |  |